# Размножителен период
Размножителният период (остар. брачен период) е определено време от годината, през което при животните настъпват изменения, помагащи им да създадат ново поколение. През размножителния период съществуват оптимални условия за размножаването и за оцеляването на малките. Условията включват околна среда, наличие на храна (и вода) и промени в хищническото поведение на други видове. През периода е изразен сексуалният интерес, промяна в поведението, както и физиологични промени. Женските животни имат един или повече полови цикъла (еструс), за разлика от останалото време от годината, когато са в анеструс. Мъжките животни могат да проявят промени в нивата на тестостерон и теглото на тестисите.